# João Elias
João Henriette Rafael Elias Manamana (Cabinda, 12 dicembre 1973) è un ex calciatore ruandese, di ruolo centrocampista.

## Carriera

### Club
Dal 1992 al 1993 gioca al Beerschot. Nel 1993 passa al Kortrijk. Nel 1994 si trasferisce all'Hemptinne. Dopo due buone stagioni con l'Hemptinne, nel 1996 viene acquistato dal Malines, in cui milita fino al 2003. Nel 2003 torna, dopo 9 anni, al Kortrijk. Nel 2005 passa all'APR. Nel 2006 milita dapprima nel Montegnée e, successivamente, nell'OF Ierapetra. Nel 2007 passa al RJS Bas-Oha, con cui conclude la propria carriera nel 2008.

### Nazionale
Ha debuttato in Nazionale il 7 giugno 2003, in Uganda-Ruanda (0-1). Ha messo a segno la sua prima rete con la maglia della Nazionale il 12 ottobre 2003, in Ruanda-Namibia (3-0), in cui ha siglato al minuto 43 la rete del momentaneo 1-0. Ha collezionato in totale, con la maglia della Nazionale, 11 presenze e 2 reti.